# Samea multiplicalis
Samea multiplicalis là một loài bướm đêm trong họ Crambidae.